# Stenoprora
Stenoprora is een geslacht van vlinders van de familie spinneruilen (Erebidae), uit de onderfamilie Calpinae.

## Soorten
- S. adelopis Lower, 1903
- S. eurycycla Turner, 1936
- S. lophota Lower, 1903
- S. triplax Turner, 1944